# 迪斯伯里
迪斯伯里（Dewsbury，/ˈdjuːzbəri/）是英國的一座城鎮，位於西約克郡。據2001年的人口普查，迪斯伯里都市區有人口54,341人。在撒克遜時代迪斯伯里就頗受重視。迪斯伯里市場建于14世紀。在中世紀時期迪斯伯里在宗教上頗為重要。工業革命期間，迪斯伯里快速發展，紡織業發展為重要的產業，並且修建了運河和鐵道，迪斯伯里的人口也大量增加。1890年時人口已有大約30,000人。迪斯伯里位於一些規模較大的都市之間。利茲和布拉德福德位於迪斯伯里以北，哈德斯菲爾德則位於其西南，迪斯伯里也因此作為通勤都市得到發展。隨著迪斯伯里工業化的發展，許多愛爾蘭人移民至迪斯伯里。迪斯伯里市內有多座市場。

## 外部連結
- Local Newspaper "The Press" （页面存档备份，存于）
- Area profile and statistics
- Batley & Dewsbury Towns' Management Association
- Visitors to Dewsbury Page
- Dewsbury Museum （页面存档备份，存于）
- The registers of Dewbury, Yorkshire (1538-1653)